# Wife to be Sacrificed
Wife to be Sacrificed (en japonés: 生贄夫人, en español: Esposa a ser sacrificada) es una película erótica japonesa sobre sadomasoquismo protagonizada por la estrella del género Naomi Tani y dirigida por Masaru Konuma. La película fue producida por los reconocidos estudios Nikkatsu como parte de su serie Roman Porno.

## Sinopsis
Akiko (Naomi Tani) se sorprende al encontrar a su marido, Kunisada (Nagatoshi Sakamoto), en un automóvil observando a una niña prepúbera que orina junto a una carretera. Cuando Akiko regresa a casa, la niña, Miko, llora por la desaparición de «Tío». Akiko entrega a la niña a la policía. Más tarde, mientras da lecciones de ikebana en casa, la policía vuelve para pedirle a Akiko información sobre Kunisada. Se revela que había desaparecido tres años atrás después de ser arrestado por un delito sexual en el que estaba involucrada una niña de secundaria.
Kunisada sigue a Akiko a la tumba de su madre, donde la secuestra y la lleva a una cabaña aislada en el campo. Allí la somete a numerosas torturas y castigos sexuales degradantes durante días. Cuando Kunisada deja la cabaña para sacar el vestido de novia de Akiko de su casa, Akiko logra escapar. Con solo una sábana y las cuerdas con las que ha estado atada, se encuentra a dos cazadores que, en lugar de ayudarla, la violan. Kunisada la encuentra inconsciente en el bosque, la limpia y la viste con sus ropas de boda japonesas tradicionales, completa con maquillaje, y la suspende de unas poleas en la cabaña y afeita su vello púbico.
Mientras pesca, Kunisada se encuentra con una joven pareja: Kaoru (Terumi Azuma) y Kiyoshi (Hidetoshi Kageyama), que habían intentado suicidarse sin éxito. Viola a la niña, Kaoru, y luego los lleva a la cabaña donde los ata. Después de darle un enema a Kaoru, hace que Akiko tenga sexo con Kiyoshi mientras que Kunisada tiene sexo con Kaoru. Él continúa sometiéndolos a diversas humillaciones para destruir su amor mutuo. Después de que él cree que ha tenido éxito, los desata y les dice que no tiene intención de abusar más de ellos y que son libres de quedarse o marcharse.
Ahora Akiko ha aceptado el comportamiento de Kunisada y aparentemente lo disfruta. Después de una de esas sesiones en el bosque, Akiko y Kunisada regresan a la cabaña donde descubren que la joven pareja se ha suicidado. Mientras tanto, dos detectives de la policía están siguiendo a Miko, creyendo que ella los guiará a Kunisada. Miko elude a la policía, pero encuentran la cabaña con la joven pareja muerta y a Akiko desnuda y atada. Cuando intentan liberar a Akiko, ella les dice: «No me desaten, me gusta de esta manera».
La policía le pregunta dónde se fue Kunisada. Akiko responde que ha escapado, luego, riéndose, agrega: «Es gracioso, pero creo que me tiene miedo». A medida que los créditos finales avanzan, Kunisada está caminando por el campo sosteniendo la mano de Miko, y Akiko todavía está en la cabina, atada y retorciéndose.

## Reparto
- Naomi Tani
- Terumi Azuma
- Nagatoshi Sakamoto
- Hidetoshi Kageyama
- Chigusa Takayama

## Recepción
La película conserva una gran reputación entre los críticos y admiradores de las películas rosa de Nikkatsu, quienes generalmente la consideran una de las mejores de la serie, si no la mejor. El diario San Francisco Chronicle afirmó al respecto: «Es como ver un manicomio sexual». El Chicago Tribune la consideró «Artísticamente potente». En su enciclopedia del cine japonés, Thomas y Yuko Weisser afirmaron: «Las primeras películas de sado de Masaru Konuma están bien guionadas, tienen estilo y son singularmente desgarradoras. Esta película es simplemente la mejor de su repertorio». Ray Ranaletta se refirió a la cinta como «una película innovadora que se eleva por encima de una simple mentalidad geek y presenta su tema sadomasoquista en términos intransigentes, lo que obliga al espectador a lidiar con la película en una nivel racional y objetivo, mientras que al mismo tiempo se deleita en su extravagante y escandalosa sexualidad». En el libro
The Scarecrow Video Movie Guide se afirma: «Es una película impactantemente graciosa, bellamente filmada y muy bien realizada por Konuma, que le imprime una calidad de ensueño a su película».
En el indicador web Rotten Tomatoes la película tiene un rating aprobatorio del 68%, con un rating estimado de 3.3 sobre 5.